# Wassertorstraße 2 (Quedlinburg)

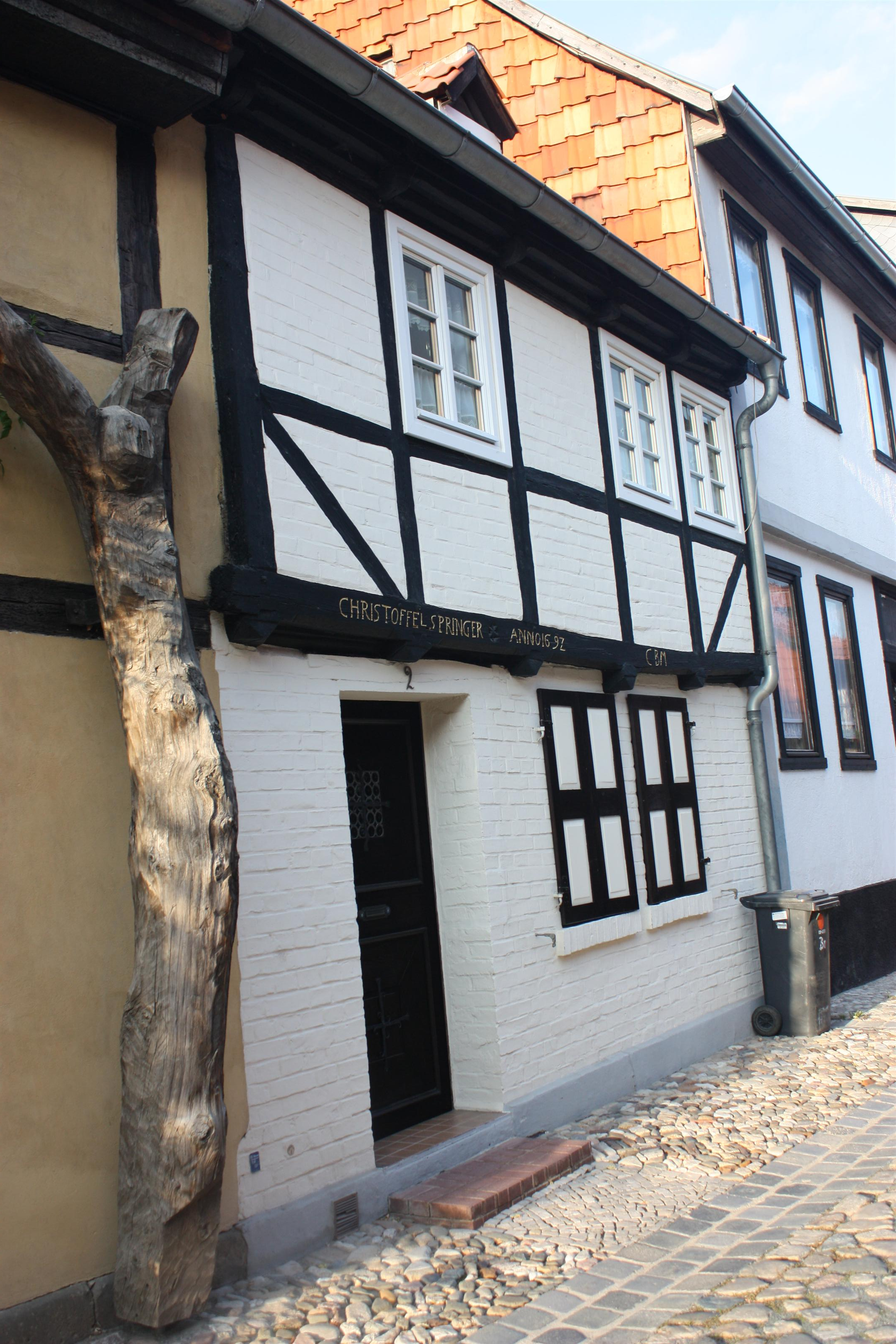
Haus Wassertorstraße 2

Das Haus Wassertorstraße 2 ist ein denkmalgeschütztes Gebäude in der Stadt Quedlinburg in Sachsen-Anhalt.

## Lage
Das Gebäude befindet sich an der Südseite des Quedlinburger Schloßberges im Stadtteil Westendorf. Es ist im Quedlinburger Denkmalverzeichnis als Wohnhaus eingetragen und gehört zum UNESCO-Weltkulturerbe.

## Architektur und Geschichte
Das kleine zweigeschossige Fachwerkhaus entstand nach einer an der Stockschwelle befindlichen Inschrift im Jahr 1692. Die Fassade ist schlicht gestaltet, verfügt jedoch über Pyramidenbalkenköpfe. Im 19. Jahrhundert wurde das Erdgeschoss in massiver Bauweise erneuert. Zugleich wurden auch die Gefache des oberen Stockwerks mit Ziegelausmauerungen versehen.